# Soucé
Soucé est une commune française, située dans le département de la Mayenne en région Pays de la Loire, peuplée de 149 habitants.
La commune fait partie de la province historique du Maine, et se situe dans le Bas-Maine dans le pays de Passais.

## Géographie
La commune est aux confins du Bas Maine et du Passais. Son bourg est à 9 km au sud-est de Passais, à 10 km au nord de Ambrières-les-Vallées et à 18 km au sud de Domfront.
Couvrant 667 hectares, le territoire de Soucé était le moins étendu du canton d'Ambrières-les-Vallées.

### Communes limitrophes
| Saint-Fraimbault (Orne) | Saint-Fraimbault (Orne), Ceaucé (Orne) | Ceaucé (Orne)                 |
| Couesmes-Vaucé          | Soucé                                  | Ceaucé (Orne)                 |
| Couesmes-Vaucé          | Couesmes-Vaucé                         | Ceaucé (Orne), Couesmes-Vaucé |

### Climat
Pour des articles plus généraux, voir Climat des Pays de la Loire et Climat de la Mayenne.
En 2010, le climat de la commune est de type climat océanique franc, selon une étude du CNRS s'appuyant sur une série de données couvrant la période 1971-2000. En 2020, Météo-France publie une typologie des climats de la France métropolitaine dans laquelle la commune est exposée à un climat océanique et est dans la région climatique  Moyenne vallée de la Loire, caractérisée par une bonne insolation (1 850 h/an) et un été peu pluvieux. 
Pour la période 1971-2000, la température annuelle moyenne est de 10,7 °C, avec une amplitude thermique annuelle de 13,2 °C. Le cumul annuel moyen de précipitations est de 853 mm, avec 13,3 jours de précipitations en janvier et 7,5 jours en juillet. Pour la période 1991-2020, la température moyenne annuelle observée sur la station météorologique de Météo-France la plus proche, sur la commune de Saint-Fraimbault à 3 km à vol d'oiseau, est de 11,2 °C et le cumul annuel moyen de précipitations est de 850,1 mm,. Pour l'avenir, les paramètres climatiques de la commune estimés pour 2050 selon différents scénarios d'émission de gaz à effet de serre sont consultables sur un site dédié publié par Météo-France en novembre 2022.

## Urbanisme

### Typologie
Au 1er janvier 2024, Soucé est catégorisée commune rurale à habitat très dispersé, selon la nouvelle grille communale de densité à sept niveaux définie par l'Insee en 2022.
Elle est située hors unité urbaine et hors attraction des villes,.

### Occupation des sols
L'occupation des sols de la commune, telle qu'elle ressort de la base de données européenne d’occupation biophysique des sols Corine Land Cover (CLC), est marquée par l'importance des territoires agricoles (96,9 % en 2018), une proportion identique à celle de 1990 (96,9 %). La répartition détaillée en 2018 est la suivante : 
prairies (50,9 %), terres arables (45,9 %), forêts (3,1 %). L'évolution de l’occupation des sols de la commune et de ses infrastructures peut être observée sur les différentes représentations cartographiques du territoire : la carte de Cassini (XVIIIe siècle), la carte d'état-major (1820-1866) et les cartes ou photos aériennes de l'IGN pour la période actuelle (1950 à aujourd'hui).

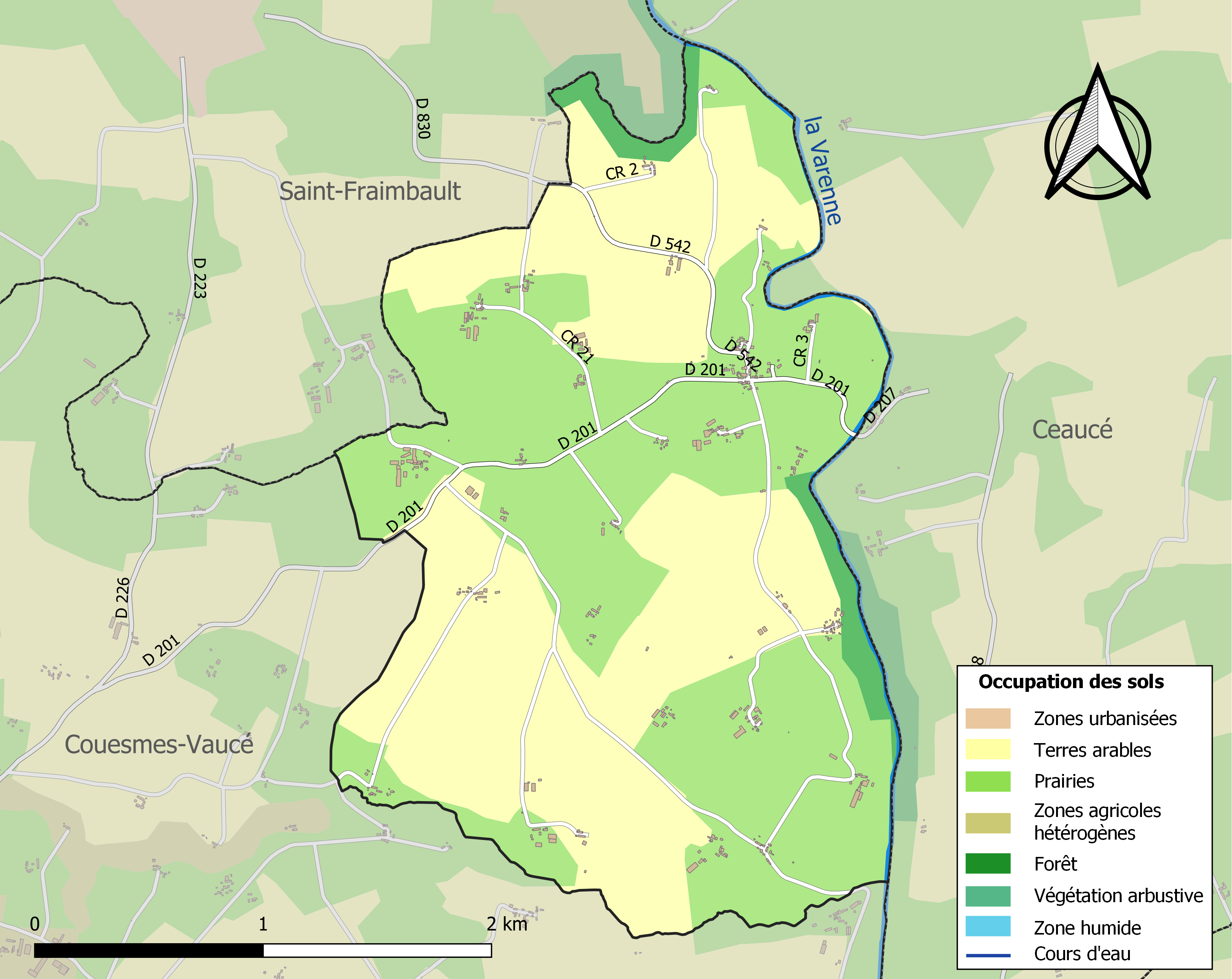
Carte des infrastructures et de l'occupation des sols de la commune en 2018 (CLC).

## Toponymie
Le toponyme est attesté sous la forme Souceium au XIIe siècle. Il serait issu de l'anthroponyme latin Socius.
Le gentilé est Soucéen.

## Histoire

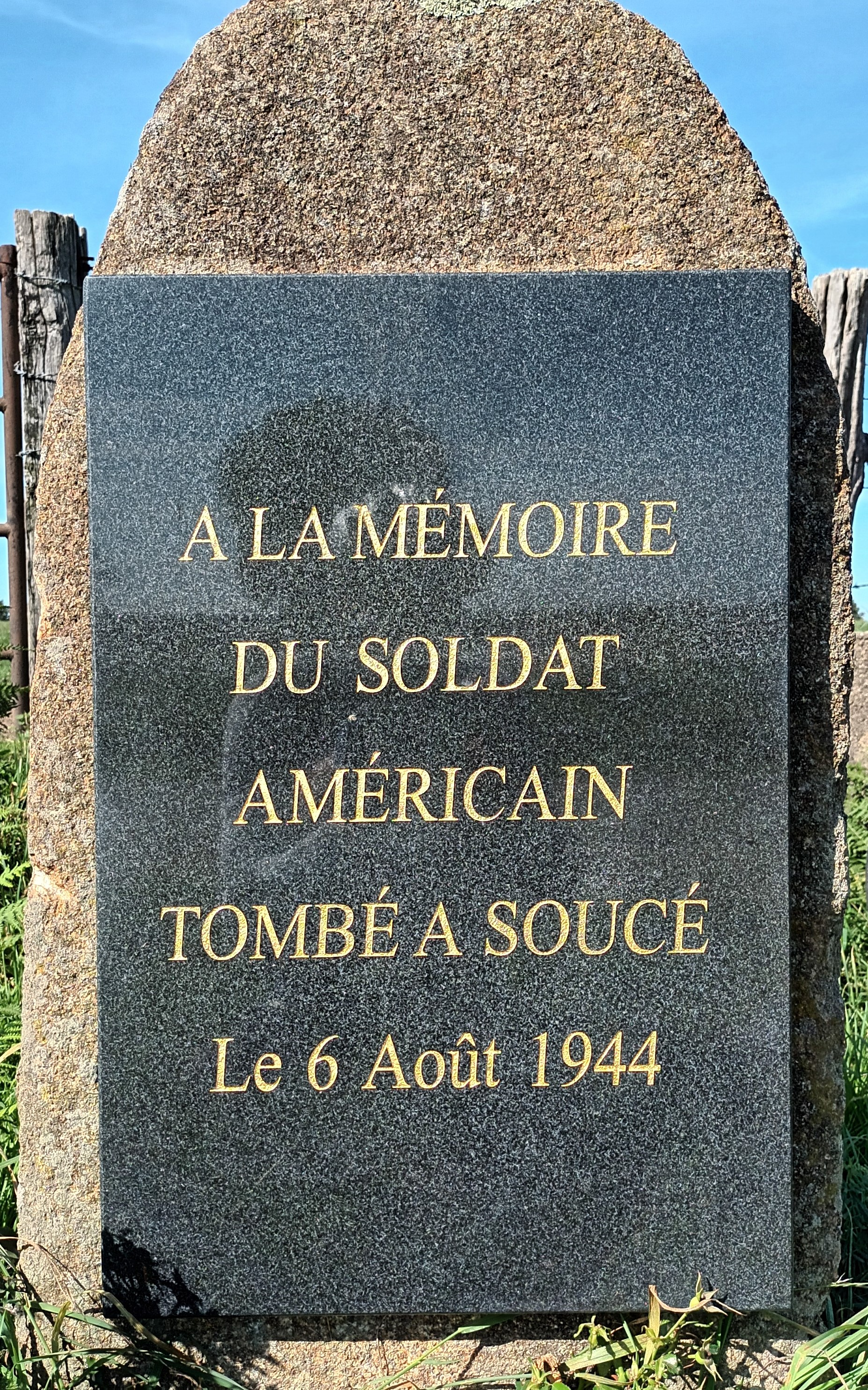
Mémorial d'un soldat

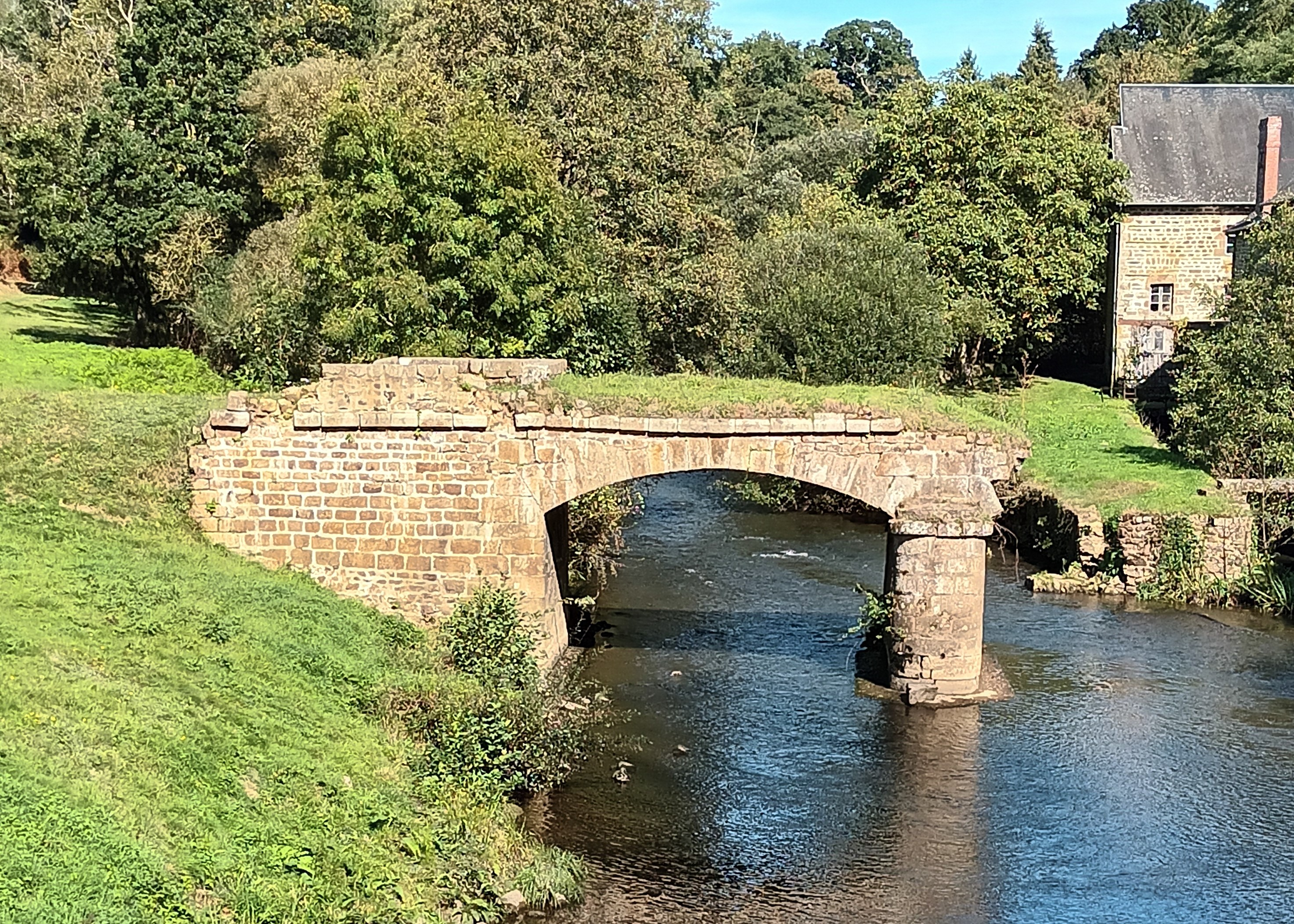
Pont médiéval

En août 1944, la ville représentait un lieu quelque peu stratégique quand les troupes du 15e corps de l'armée américaine ont devancé les autres troupes alliées avec une opération éclair, qui parvient à libérer Mayenne le 5 août et  Le Mans trois jours plus tard. Il reste deux témoignages de cet évènement : la stèle d'un soldat américain et le demi-pont médiéval d'Ambloux sur la Varenne qui a subi un bombardement afin de le rendre inutile à l'armée allemande. Un moulin de l'autre côté du pont fut l'un des plus puissants de l'Orne,.  

## Politique et administration
Le conseil municipal est composé de onze membres dont le maire et un adjoint.

## Démographie
L'évolution du nombre d'habitants est connue à travers les recensements de la population effectués dans la commune depuis 1793. Pour les communes de moins de 10 000 habitants, une enquête de recensement portant sur toute la population est réalisée tous les cinq ans, les populations de référence des années intermédiaires étant quant à elles estimées par interpolation ou extrapolation. Pour la commune, le premier recensement exhaustif entrant dans le cadre du nouveau dispositif a été réalisé en 2007.
En 2022, la commune comptait 149 habitants, en évolution de −9,7 % par rapport à 2016 (Mayenne : −0,73 %, France hors Mayotte : +2,11 %).
Soucé a compté jusqu'à 818 habitants en 1806. Elle est la commune la moins peuplée du canton d'Ambrières-les-Vallées.
| 1793 | 1800 | 1806 | 1821 | 1831 | 1836 | 1841 | 1846 | 1851 |
| ---- | ---- | ---- | ---- | ---- | ---- | ---- | ---- | ---- |
| 777  | 776  | 818  | 797  | 760  | 722  | 732  | 714  | 666  |

| 1856 | 1861 | 1866 | 1872 | 1876 | 1881 | 1886 | 1891 | 1896 |
| ---- | ---- | ---- | ---- | ---- | ---- | ---- | ---- | ---- |
| 626  | 570  | 543  | 508  | 515  | 495  | 505  | 456  | 448  |

| 1901 | 1906 | 1911 | 1921 | 1926 | 1931 | 1936 | 1946 | 1954 |
| ---- | ---- | ---- | ---- | ---- | ---- | ---- | ---- | ---- |
| 403  | 381  | 389  | 368  | 356  | 323  | 328  | 304  | 311  |

| 1962 | 1968 | 1975 | 1982 | 1990 | 1999 | 2006 | 2007 | 2012 |
| ---- | ---- | ---- | ---- | ---- | ---- | ---- | ---- | ---- |
| 263  | 235  | 231  | 187  | 170  | 180  | 186  | 187  | 172  |

| 2017 | 2022 | - | - | - | - | - | - | - |
| ---- | ---- | - | - | - | - | - | - | - |
| 164  | 149  | - | - | - | - | - | - | - |

## Activité et manifestations

### Sports
Dans les années 1950, un club de football existait à Soucé : l'Entente sportive soucéenne, créée en 1948 et présidée par René Bazille. Le club participait au championnat de la Mayenne et disposait d'une équipe réserve. Il remporte en 1951 le championnat de Division 3 (groupe III) et évolue de 1951 à 1956 en deuxième division.
De 1969 à 1986, chaque dimanche de Pâques, la municipalité organise avec le Moto-Club châtillonais (région parisienne) et le Moto-Club de Mayenne un trial international motocycliste, sur un circuit de 18 km autour du bourg.

## Culture locale et patrimoine

### Lieux et monuments

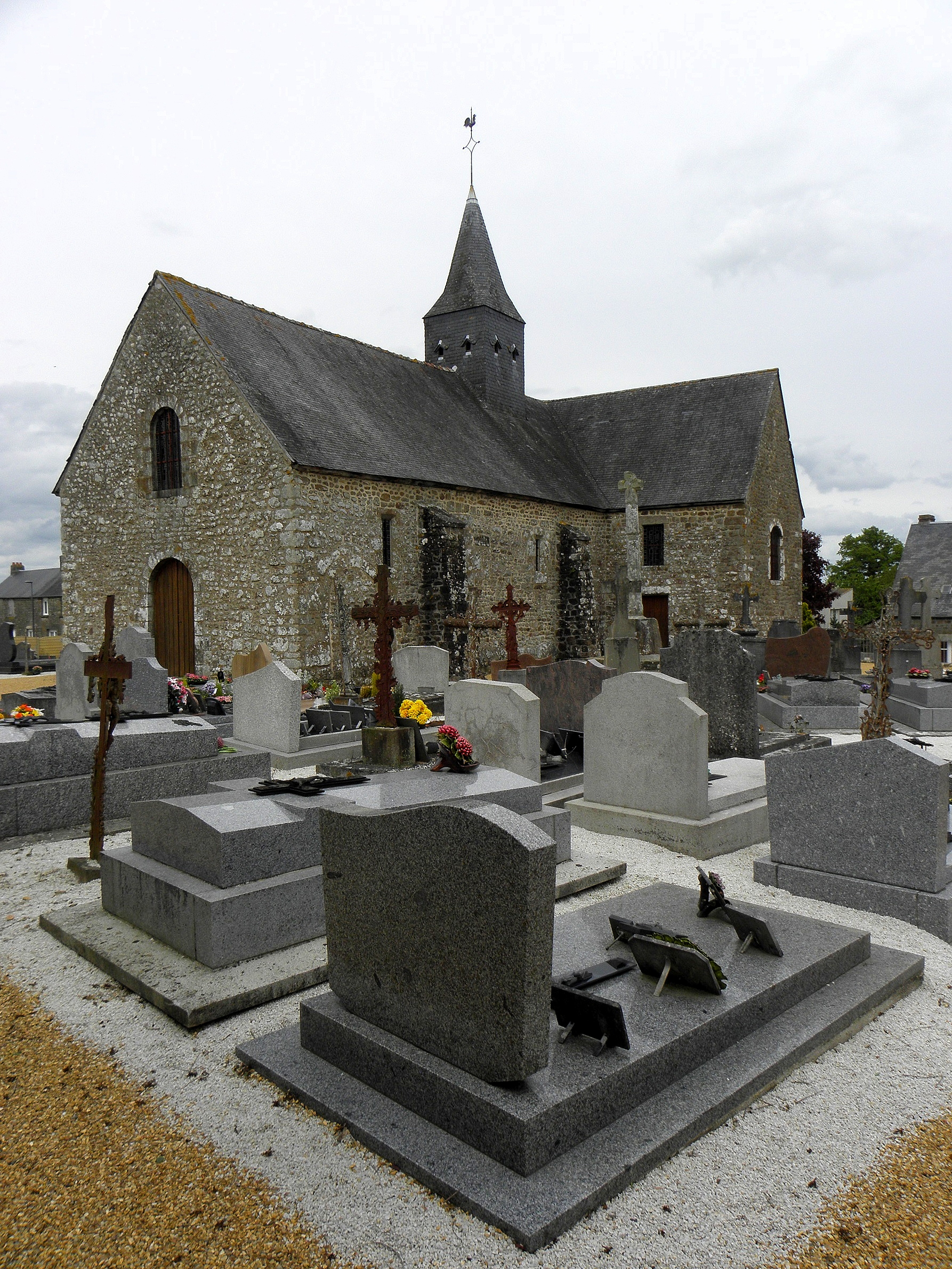
L'église paroissiale Notre-Dame-de-l'Assomption.

- Église Notre-Dame-de-l'Assomption d'origine romane.